# 打破僵局
《打破僵局》（英文：Break the Ice），是美国女歌手布兰妮·斯皮尔斯的一首歌曲，收录于她的第5张专辑《暈炫風暴》（Blackout）中，于2008年1月21日由Jive唱片作为专辑的第3支单曲发行。歌曲由Nate "Danja" Hills、James "Jim Beanz" Washington、Keri Hilson和Marcella Araica创作。专辑原定第3支单曲为《爱情雷达》（Radar），但在布兰妮的官方网站上进行粉丝投票后，第3支单曲最终确定为《打破僵局》。
歌曲在全球获得了一定的成功，在比利时、加拿大、芬兰和瑞典的单曲榜获得了前10名，在澳大利亚、新西兰和许多欧洲国家获得了前40名。而在美国，歌曲在告示牌百强单曲榜最高时获得了第43名，在告示牌夜店单曲榜获得了冠军。歌曲的音乐录像带由Robert Hales导演，发行于2008年3月12日，这是布兰妮第一次使用动画代替真人的音乐录像带，整个充满日本动漫风格的音乐录像带以布兰妮歌曲《中你的毒》（Toxic）音乐录像带中的超级英雄人物呈现，讲述了布兰妮摧毁一个高度防护的实验室的故事。混音版的《打破僵局》曾作为妮裳马戏团巡回演唱会（The Circus Starring Britney Spears）幕间视频中的插曲。

## 曲目列表
| - 澳大利亚/欧洲双面CD 1. 《打破僵局》 — 3:16 2. 《打破僵局》 (Kaskade混音版) — 5:28 3. 《打破僵局》 (Tracy Young混音表演) — 6:32 4. 《打破僵局》 (Tonal混音版) — 4:52 5. 《打破僵局》 (音乐录像带) ― 3:21 - 数字EP 1. 《打破僵局》 — 3:16 2. 《打破僵局》 (Jason Nevins摇滚混音版) — 3:16 3. 《打破僵局》 (Kaskade混音版) — 5:28 - 英国CD单曲 1. 《打破僵局》 — 3:16 2. 《Everybody》 — 3:18 | - 12英寸黑胶唱片 1. 《打破僵局》 (Jason Nevins Extended) — 6:18 2. 《打破僵局》 (Jason Nevins Dub) — 6:57 3. 《打破僵局》 (Mike Rizzo Generation Club混音版) — 6:41 4. 《打破僵局》 (Mike Rizzo Generation Dub) — 7:14 5. 《打破僵局》 (Tracy Young Club混音版) — 8:50 6. 《打破僵局》 (Tracy Young Dub) — 8:28 - 欧洲CD单曲/妮裳十年-冠军全纪录 盒装单曲 1. 《打破僵局》 — 3:16 2. 《Everybody》 — 3:18 - 其它 1. 《打破僵局》 (神奇小子混音版) — 3:41 |

## 榜单成绩与销售认证
| 榜单 (2008年)                        | 排名 |
| ------------------------------------ | ---- |
| 澳大利亚（澳大利亚唱片业协会單曲榜） | 23   |
| 奥地利（Ö3四十强单曲榜）             | 39   |
| 比利时佛兰德（Ultratop五十强单曲榜） | 7    |
| 比利时瓦隆（Ultratop五十强单曲榜）   | 3    |
| 加拿大（Canadian Hot 100）           | 9    |
| 捷克（電台百強單曲榜）               | 15   |
| 丹麥（Hitlisten单曲榜）              | 13   |
| 欧洲百强单曲榜                       | 31   |
| 芬兰（芬蘭官方單曲榜）               | 8    |
| 意大利（意大利音乐产业联盟单曲榜）   | 9    |
| 荷兰（百强单曲榜）                   | 61   |
| 新西兰（新西兰唱片音乐协会单曲榜）   | 24   |
| 瑞典（瑞典最熱榜）                   | 11   |
| 瑞士（瑞士热门音乐榜）               | 63   |
| 英國（官方榜单公司單曲榜）           | 15   |
| 美国告示牌百强单曲榜                 | 43   |
| 美国告示牌流行单曲榜                 | 21   |
| 美国告示牌夜店单曲榜                 | 1    |

| 榜单 (2008年) | 排名 |
| ------------- | ---- |
| 瑞典单曲榜    | 76   |

| 国家 | 销售认证 |
| ---- | -------- |
| 丹麦 | 金       |

## 发行历史
| 国家   | 日期          | 形式                        | 唱片公司 |
| ------ | ------------- | --------------------------- | -------- |
| 新西兰 | 2008年2月21日 | 数位下载 (Manon Dave混音版) | 索尼     |
| 美国   | 2008年3月4日  | 当代流行电台                | Jive RCA |
| 美国   | 2008年3月4日  | 节奏电台                    | Jive RCA |
| 意大利 | 2008年3月21日 | 数位下载                    | 索尼     |
| 西班牙 | 2008年3月21日 | 数位下载                    | 索尼     |
| 英国   | 2008年3月21日 | 数位下载                    | RCA      |
| 爱尔兰 | 2008年4月4日  | 数位下载 (EP)               | 索尼     |
| 荷兰   | 2008年4月4日  | 数位下载 (EP)               | 索尼     |
| 芬兰   | 2008年4月7日  | 数位下载 (EP)               | 索尼     |
| 挪威   | 2008年4月7日  | 数位下载 (EP)               | 索尼     |
| 西班牙 | 2008年4月7日  | 数位下载 (EP)               | 索尼     |
| 英国   | 2008年4月7日  | 数位下载 (EP)               | RCA      |
| 英国   | 2008年4月14日 | CD单曲                      | RCA      |
| 德国   | 2008年5月2日  | CD单曲                      | 索尼     |
| 德国   | 2008年5月2日  | 双面单曲                    | 索尼     |
| 新西兰 | 2008年5月10日 | 数位下载                    | 索尼     |
| 卢森堡 | 2008年5月30日 | 数位下载                    | 索尼     |